# Tipulomorpha
Tipulomorpha Rohdendorf, 1946, è un infraordine di insetti dell'ordine dei Ditteri, sottordine Nematoceri. Comprende ditteri dai caratteri alquanto primitivi che si manifestano in particolare nella morfologia del capo e nella struttura della nervatura alare. È uno dei raggruppamenti sistematici più vasti dell'intero ordine dei Ditteri. L'origine dell'infraordine viene fatta risalire al Triassico.

## Descrizione
I Tipulomorpha sono insetti di dimensioni medie o grandi, comprendendo specie che possono anche raggiungere i 10 cm di apertura alare. Il corpo è esile e allungato, con zampe molto lunghe, facilmente soggette all'autotomia, ali ben sviluppate, generalmente strette e lunghe, con una nervatura complessa. Il capo presenta la regione clipeale sviluppata in lunghezza. Il mesotorace presenta una caratteristica sutura dorsale a forma di V, con bracci che si estendono anteriormente rispetto al punto di inserzione delle ali. I bilancieri sono particolarmente allungati.
Per la mole e la struttura primitiva delle ali questi insetti sono mediocri volatori, caratterizzati da un volo lento.
La larva è apoda ed eucefala, con corpo cilindrico e fusiforme.

## Sistematica e filogenesi
I Tipulomorpha sono in generale ritenuti tra i ditteri più primitivi, presentando peraltro una certa affinità morfologica e biologica con i Panorpoidea più primitivi, i Mecopteri. Controverse e incerte sono sia la collocazione nell'albero filogenetico sia la composizione tassonomica. L'elemento di divergenza, per l'aspetto tassonomico, è rappresentato in particolare dalla posizione dei Trichoceridae, insetti tipuliformi che presentano tuttavia caratteri larvali ricorrenti negli Psychodomorpha. Un altro elemento, meno controverso, è la composizione della superfamiglia dei Tipuloidea, che viene identificata con una sola famiglia (Tipulidae sensu lato) oppure suddivisa in più famiglie (Tipulidae sensu stricto, Cylindrotomidae, Limoniidae, Pediciidae), per l'elevazione al rango di famiglia alcuni taxa inferiori dei Tipulidae. Sotto l'aspetto filogenetico si contrappongono due differenti interpretazioni fra chi propone i Tipulomorpha come clade divergente precocemente al rango di una linea comprendente tutti gli altri ditteri, e chi invece lo propone come linea derivata da un clade comprendente gli Psychodomorpha a monte e collocato allo stesso rango della linea Anisopodidae+Brachycera.
HENNIG (1973) mise in relazione filogenetica i Tipulidae sensu lato con i Trichoceridae in un clade primitivo, divergente da tutti gli altri ditteri. Sia ROHDENDORF et al. (1974) sia STEYSKAL (1974) supportarono l'inquadramento dei Trichoceridae all'interno dei Tipulomorpha, anche se ROHDENDORF considerava i Tipulomorpha un gruppo esteso comprendente gran parte dei nematoceri primitivi, ovvero anche i Culicomorpha e parte degli Psychodomorpha.
La controversia vera e propria risalta tuttavia nei lavori di WOOD & BORKENT (1989) e OOSTERBROEK & COURTNEY (1995). WOOD & BORKENT supportarono l'inquadramento filogenetico dei Tipulidae sensu lato come linea primitiva divergente da tutti gli altri ditteri, ma considerarono parafiletico il raggruppamento Tipulidae+Trichoceridae e posizionarono i Trichoceridae nell'ambito degli Psychodomorpha. Più tardi OOSTERBROEK & COURTNEY ribadirono la correlazione filogenetica tra Trichoceridae e Tipulidae, ma inquadrarono questa linea all'interno di un albero che inquadrava gli Psychodomorpha come clade primitivo rispetto ai Tipulomorpha.
Il dibattito è a tutt'oggi ancora aperto, come risalta dalle differenti interpretazioni nei lavori più recenti. YEATES et al. (2007) concordano, per l'aspetto tassonomico, con la posizione di WOOD & BORKENT considerando i Tipulomorpha in senso stretto e includendo i Trichoceridae fra gli Psychodomorpha; per l'aspetto filogenetico sostengono l'interpretazione di, inquadrando i Tipulomorpha sensu stricto in una linea derivata divergente da quella dei Brachycera e posizionando tutti gli altri Nematoceri a monte di quest'albero. Al contrario, BERTONE et al. sostengono l'inquadramento sistematico esteso di HENNIG e OOSTERBROEK & COURTNEY, includendo nei Tipulomorpha anche i Trichoceridae, ma collocando filogeneticamente il clade in posizioni differenti secondo i caratteri presi in considerazione.
In definitiva, la questione dell'inquadramento sistematico è lungi dall'essere risolta, di conseguenza gli schemi tassonomici ricorrenti per i Tipulomorpha sono spesso discordanti in merito all'inclusione dei Trichoceridae. Sostanzialmente più condivisa è invece la suddivisione in più famiglie della superfamiglia dei Tipuloidea. Adottando un'interpretazione estesa dei Tipulomorpha, uno degli schemi tassonomici più ricorrenti, per quanto non del tutto condiviso, è pertanto il seguente:
- Infraordine Tipulomorpha
  - Superfamiglia Tipuloidea
    - Famiglia Cylindrotomidae
    - Famiglia Limoniidae
    - Famiglia Pediciidae
    - Famiglia Tipulidae

  - Superfamiglia Trichoceroidea
    - Famiglia Trichoceridae

Nell'infraordine sono inoltre comprese diverse famiglie estinte fra il Triassico e il Giurassico, incluse nella superfamiglia Tipuloidea e in altre 4 superfamiglie estinte (Eopolyneuridea, Eoptychopteridea, Tanyderophryneidea, Tipulodictyidea).